# Yakuhananomia tsuyukii
Yakuhananomia tsuyukii là một loài bọ cánh cứng trong họ Mordellidae. Loài này được Takakuwa miêu tả khoa học năm 1978.